# Lynch (Familienname)
Lynch ist ein Familienname irischer und englischer Herkunft.

## Namensträger

### A
- Albert Lynch (1860–1950), peruanischer Maler
- Alfred Lynch (1931–2003), britischer Schauspieler
- Andrea Lynch (* 1952), britische Leichtathletin
- Anna Lynch-Robinson, Bühnenbildnerin und Ausstatterin
- Aoife Lynch (* 1999), irische Sprinterin
- Arthur Alfred Lynch (1861–1934), australisch-irischer Schriftsteller, Offizier, Arzt und Politiker

### B
- Becky Lynch (* 1987), irische Wrestlerin
- Benito Lynch (1885–1951), argentinischer Schriftsteller
- Benny Lynch (1913–1946), britischer Boxer
- Bernárd Lynch (* 1947), irischer Priester, Autor und Psychotherapeut
- Bobby Lynch (1935–1982), irischer Musiker
- Brendan Lynch († 2018), irischer Politiker
- Brian Lynch (Musiker) (* 1956), US-amerikanischer Jazztrompeter
- Brian Lynch (Drehbuchautor) (* 1973), US-amerikanischer Comic- und Drehbuchautor
- Brian Lynch (Basketballspieler) (* 1978), US-amerikanischer Basketballspieler
- Brian Lynch (Zoologe), Zoologe

### C
- Calam Lynch (* 1994), britisch-irischer Schauspieler
- Carl Lynch (* um 1920), US-amerikanischer Musiker
- Charles Lynch (Jurist) (1736–1796), US-amerikanischer Jurist und Patriot im Unabhängigkeitskrieg
- Charles Lynch (Politiker) (1783–1853), US-amerikanischer Politiker
- Charles Lynch (Pianist) (1906–1984), irischer Pianist
- Charles Francis Lynch (1884–1942), US-amerikanischer Jurist
- Cedric Lynch (* 1955), britischer Industrieller und Erfinder
- Celia Lynch (1908–1989), irische Politikerin
- Ciarán Lynch (* 1964), irischer Politiker
- Colin Lynch (* 1970), irischer Paracycler

### D
- Daire Lynch (* 1998), irischer Ruderer
- Damian Lynch (* 1979), irischer Fußballspieler
- David Lynch (1946–2025), US-amerikanischer Künstler und Filmregisseur
- David Lynch (Sänger) (1929–1981), US-amerikanischer Sänger (Tenor), Mitglied von The Platters
- David Lynch (Rechtsextremist) (1970–2011), US-amerikanischer Rechtsextremist
- Denis Lynch (* 1976), irischer Springreiter
- Don Lynch, US-amerikanischer Marinehistoriker
- Donald Lynch (1915–2007), US-amerikanischer Agrarwissenschaftler
- Doug Lynch (* 1983), kanadischer Eishockeyspieler
- Dustin Lynch (* 1985), US-amerikanischer Countrysänger

### E
- Ed Lynch (1929–1980), US-amerikanischer Radrennfahrer
- Edmund C. Lynch (1885–1938), US-amerikanischer Bankier
- Edward J. Lynch (1860–1912), US-amerikanischer Politiker
- Eliza Lynch (1833–1886), irische First Lady von Paraguay
- Eugene F. Lynch (* 1931), US-amerikanischer Jurist
- Evanna Lynch (* 1991), irische Schauspielerin

### F
- Finbar Lynch (* 1959), irischer Schauspieler
- Fionán Lynch (Fionán Ó Loingsigh; 1889–1966), irischer Richter und Politiker (Sinn Féin, Cumann na nGaedheal, Fine Gael)
- Frank Lynch-Staunton (1905–1990), kanadischer Politiker

### G
- George Lynch (Autor) (1868–1928), irischer Kriegskorrespondent und Sachbuchautor
- George Lynch (Rennfahrer) (1918–1997), US-amerikanischer Rennfahrer
- George Lynch (Gitarrist) (* 1954), US-amerikanischer Gitarrist
- George Lynch (Basketballspieler) (* 1970), US-amerikanischer Basketballspieler
- George E. Lynch (1907–1987), US-amerikanischer Generalmajor
- George Edward Lynch (1917–2003), US-amerikanischer katholischer Bischof
- Gerard Lynch (* 1931), irischer Politiker
- Gerard E. Lynch (* 1951), US-amerikanischer Jurist
- Grayston Lynch (1923–2008), US-amerikanischer Soldat und Geheimdienstoffizier

### H
- Hal Lynch (1927–2006), US-amerikanischer Schauspieler
- Heike Hanold-Lynch (* 1962), deutsche Schauspielerin
- Henry Lynch-Staunton (1873–1941), britischer Sportschütze
- Holly Lynch (* 1986), britische Politikerin (Labour)

### I
- Isidore Lynch (1755–1838), französischer General

### J
- Jack Lynch (1917–1999), irischer Politiker
- James Lynch (Erzbischof) (* etwa 1624; † 1713), Erzbischof von Tuam
- James Lynch (Bischof) (1807–1896), Bischof von Kildare und Leighlin, Titularbischof von Arcadiopolis in Asia
- James Lynch (Footballspieler) (* 1999), US-amerikanischer American-Football-Spieler
- James Francis Lynch (1942–1998), US-amerikanischer Zoologe und Naturschützer
- James P. Lynch (* 1949), US-amerikanischer Soziologe und Kriminologe
- Jane Lynch (* 1960), US-amerikanische Schauspielerin
- Jane Denvil Lynch, eigentlicher Name von Jane Gaskell (* 1941), britischen Schriftstellerin
- Jeffrey Lynch, US-amerikanischer Zeichner und Grafiker
- Jennifer Lynch (* 1968), US-amerikanische Regisseurin und Drehbuchautorin
- Jessica Lynch (* 1983), US-amerikanische Soldatin
- Jim Lynch (Badminton) (* ~1946), kanadischer Badmintonspieler
- Jim Lynch (Eisschnellläufer) (* 1948), australischer Eisschnellläufer
- Jim Lynch (Footballspieler) (1945–2022), US-amerikanischer Footballspieler
- Joe Lynch (Boxer) (1898–1965), US-amerikanischer Boxer
- Joe Lynch (Schauspieler, 1925) (1925–2001), irischer Schauspieler
- Joe Lynch (Regisseur), US-amerikanischer Regisseur, Produzent und Schauspieler
- Joel Lynch (* 1987), englischer Fußballspieler
- John Lynch (Politiker, 1825) (1825–1892), US-amerikanischer Politiker (Maine)
- John Lynch (Politiker, 1843) (1843–1910), US-amerikanischer Politiker (Pennsylvania)
- John Lynch (Historiker) (1927–2018), britischer Historiker
- John Lynch (Politiker, 1952) (* 1952), US-amerikanischer Jurist und Politiker (New Hampshire)
- John Lynch (Schauspieler) (* 1961), britischer Schauspieler und Autor
- John Lynch (Footballspieler) (* 1971), US-amerikanischer Footballspieler
- John Lynch (Kameramann), britischer Kameramann
- John Lynch-Staunton (1930–2012), kanadischer Politiker
- John Carroll Lynch (* 1963), US-amerikanischer Schauspieler
- John Douglas Lynch (* 1942), US-amerikanischer Herpetologe
- John R. Lynch (1847–1939), US-amerikanischer Politiker
- Joseph Lynch (Leichtathlet) (1878–1952), britischer Leichtathlet
- Joseph Lynch (Cricketspieler) (1880–1915), irischer Cricketspieler
- Joseph Lynch (Politiker) († 1954), irischer Politiker
- Joseph Lynch (Eiskunstläufer) (* 1985), US-amerikanischer Eiskunstläufer
- Joseph Henry Lynch (J. H. Lynch; 1911–1989), britischer Künstler
- Joseph Patrick Lynch (1872–1954), US-amerikanischer Geistlicher, Bischof von Dallas
- Julia Lynch (* 1986), australische Springreiterin

### K
- Kathleen Lynch (Soziologin) (* 1951), irische Soziologin
- Kathleen Lynch (Politikerin) (* 1953), irische Politikerin
- Kathy Lynch (Kathleen Lynch; * 1957), neuseeländische Radsportlerin
- Kelly Lynch (* 1959), US-amerikanische Schauspielerin
- Kenyan-Desmond Lynch (* 1985), Fußballspieler aus St. Vincent und die Grenadinen
- Kerry Lynch (* 1957), US-amerikanischer Nordischer Kombinierer
- Kevin Lynch (Hungerstreikender) (1956–1981), nordirisches Mitglied der INLA und Hungerstreikender
- Kevin Lynch (Manager), US-amerikanischer Manager und Softwarearchitekt
- Kevin Lynch (Basketballspieler) (* 1968), US-amerikanischer Basketballspieler
- Kevin Lynch (Eishockeyspieler) (* 1991), US-amerikanischer Eishockeyspieler
- Kevin A. Lynch (1918–1984), US-amerikanischer Stadtplaner und Autor
- Kevin G. Lynch (* 1951), kanadischer Staatsbeamter

### L
- Lashana Lynch (* 1987), britische Schauspielerin
- Liam Lynch (IRA-Mitglied) (1893–1923), irischer Offizier
- Liam Lynch (Regisseur) (* 1970), US-amerikanischer Regisseur und Puppenspieler
- Lorenzo Lynch (* 1963), US-amerikanischer American-Football-Spieler
- Loretta Lynch (* 1959), US-amerikanische Regierungsbeamtin und Politikerin

### M
- Mark Lynch (* 1981), englischer Fußballspieler
- Marta Lynch (1925–1985), argentinische Schriftstellerin
- Marshawn Lynch (* 1986), US-amerikanischer American-Football-Spieler
- Michael Lynch (Politiker) (1934–2019), irischer Politiker (Fianna Fáil)
- Michael Lynch (Historiker) (* 1946), britischer Historiker, Autor und Herausgeber
- Michael Lynch (Sozialwissenschaftler) (* 1948), US-amerikanischer Wissenschaftssoziologe
- Michael Lynch (Biologe) (* 1951), US-amerikanischer Evolutionsbiologe
- Michael Lynch (Radsportler) (* 1963), australischer Radsportler
- Mike Lynch (Michael Richard Lynch; 1965–2024), britischer Technologieunternehmer

### N
- Nancy Lynch (* 1948), US-amerikanische Informatikerin
- Noel Lynch (* 1955), irischer Bogenschütze

### P
- Patricia Lynch (Schriftstellerin) (1894–1972), irische Journalistin und Schriftstellerin
- Patricia Lynch (Journalistin, 1938) (1938–2021), US-amerikanische Fernsehjournalistin
- Patrick Lynch (Politiker, 1866) (1866–1947), irischer Politiker
- Patrick Lynch (Politiker, 1867) (1867–1944), australischer Politiker
- Patrick Lynch (Sammelpseudonym), Pseudonym für ein britisches Autorenteam
- Patrick C. Lynch (* 1965), US-amerikanischer Jurist
- Patrick Kieran Lynch (* 1947), irischer Ordensgeistlicher, Weihbischof in Southwark
- Patrick Neeson Lynch (1817–1882), irischer Geistlicher, Bischof von Charleston
- Patricio Lynch (1829–1886), chilenischer Admiral
- Paul Lynch (Filmregisseur) (* 1946), britisch-kanadischer Regisseur
- Paul Lynch (Kanute) (* 1967), australischer Kanute
- Paul Lynch (Autor) (* 1977), irischer Schriftsteller
- Paxton Lynch (* 1994), US-amerikanischer American-Football-Spieler
- Peg Lynch († 2015), US-amerikanische Schauspielerin und Drehbuchautorin
- Peter Lynch (* 1944), US-amerikanischer Fondsmanager
- Phillip Lynch (1933–1984), australischer Politiker

### R
- Rachael Lynch (* 1986), australische Hockeyspielerin
- Ray Lynch (* 1943), US-amerikanischer Musiker
- Reese Lynch (* 2001), schottischer Boxer
- Ricardo Lynch (* 1984), jamaikanischer Radsportler
- Richard Lynch (1940–2012), US-amerikanischer Schauspieler
- Rick Lynch (* um 1955), US-amerikanischer Generalleutnant
- Riker Lynch (* 1991), US-amerikanischer Musiker, Mitglied von R5 (Band)
- Rob Lynch (* 1986), britischer Singer-Songwriter
- Robert Nugent Lynch (* 1941), US-amerikanischer Geistlicher, Bischof von Saint Petersburg
- Ross Lynch (* 1995), US-amerikanischer Sänger, Schauspieler und Tänzer
- Rocky Lynch (* 1994), US-amerikanischer Musiker, Gitarrist und Schauspieler
- Roger Lynch (* 1962), US-amerikanischer Medienunternehmer
- Rydel Lynch (* 1993), US-amerikanische Sängerin und Tänzerin
- Ryland Lynch (* 1997), US-amerikanischer DJ

### S
- Sam Lynch (* 1975), irischer Ruderer
- Sandra Lynch (* 1946), US-amerikanische Juristin
- Scott Lynch (* 1978), US-amerikanischer Autor
- Sean Lynch (Rugbyspieler) (John Francis Lynch; * 1942), irischer Rugby-Union-Spieler
- Sean Lynch (Politiker) (* 1954), irischer Politiker
- Sean Lynch (Künstler) (* 1978), irischer Künstler
- Sean Lynch (Fußballspieler) (* 1987), schottischer Fußballspieler
- Shane Lynch (* 1976), irischer Sänger
- Sinéad Lynch (* 1976), irische Ruderin und Radsportlerin
- Stan Lynch (* 1955), US-amerikanischer Musiker und Produzent
- Stephen Lynch (Politiker) (* 1955), US-amerikanischer Politiker
- Stephen Lynch (Sänger) (* 1971), US-amerikanischer Sänger und Komödiant
- Steve Lynch (* 1955), US-amerikanischer Gitarrist
- Susan Lynch (* 1971), britische Schauspielerin

### T
- Thaddeus Lynch (1901–1966), irischer Politiker
- Thomas Lynch (Admiral) (* 1942), pensionierter Konteradmiral der US-Navy
- Thomas Lynch (Gouverneur) († 1684), britischer Kolonialgouverneur
- Thomas Lynch (Politiker, 1727) (1727–1776), US-amerikanischer Politiker
- Thomas Lynch junior (1749–1779), US-amerikanischer Politiker, ein Gründervater der Vereinigten Staaten
- Thomas Lynch (Politiker, 1844) (1844–1898), US-amerikanischer Politiker
- Thomas Lynch (Fußballspieler) (1907–1976), walisischer Fußballspieler
- Thomas Lynch (Lyriker) (* 1948), US-amerikanischer Lyriker
- Thomas C. Lynch (1904–1986), US-amerikanischer Jurist und Politiker
- Thomas F. Lynch (* 1938), US-amerikanischer Archäologe
- Thomas Kerr Lynch (1818–1891), irischer Entdecker
- Tomas Lynch (* 1949), argentinischer Tennisspieler

### W
- Walter A. Lynch (1894–1957), US-amerikanischer Politiker
- William Francis Lynch (1801–1865), US-amerikanischer Marineoffizier
- William Joseph Lynch (1908–1976), US-amerikanischer Jurist und Politiker

### Z
- Zoya Lynch (* 1991), kanadische Skispringerin